# Rheinknie
Rheinknie (Cotul Rinului) este denumit locul geografic unde Rinul face o cotitură de cel puțin  90°. Astfel există pe cursul Rinului:
- Cotul Rinului în Basel
- Cotul Rinului între Mainz și Bingen
- Cotul Rinului în Düsseldorf